# La Planella (Olot)
La Planella és una masia d'Olot protegida com a bé cultural d'interès local.

## Descripció
És un gran casal situat a la carena de la serra de Batet. Està format per dos cossos, el primer en forma de torre, de planta rectangular i teulat a quatre aigües, amb obertures distribuïdes simètricament i va ser realitzada amb pedra volcànica i carreus ben escairats als angles i finestres. El segon cos, amb teulat a dues aigües i les vessants vers les façanes laterals, és de planta rectangular, amb baixos i pis, una gran porta dovellada i una finestra d'arc apuntat al damunt. Va ser realitzat amb pedra volcànica i carreus ben escairats als angles i obertures. Els dos cossos estan encerclats per una tanca de pedra.

## Història
L'assentament humà al Puig de Batet és molt antic, ja que era un ramal secundari de la ruta prehistòrica, i després grega i romana, que comunicava el mar i la muntanya, passant per les valls superiors del Fluvià.
L'any 1928 un grup de treballadors van trobar a Ca l'Ermità de Batet un enterrament ibèric-romà: "àvids d'or amb què somniaren, els treballadors en feren bocins de pressa i, desil·lusionats, tots els fragments s'escamparen entre altres desferres" (Danés, pàg. 117). El propietari va recollir els trossos i es va procedir a la restauració. Són de terra cuita blanquinosa, d'uns 40 cm de perímetre a l'amplada màxima, coll estret i una sola nansa.
La data documental més antiga de la serra de Batet és de l'any 977, moment en què es fa donació per part del comte de Besalú, Miró, al monestir de Sant Pere, del Mas Godomar (o Gavalmac).